# Catharus fuscater
Tordo-de-dorso-sombrio ou tordo-sombrio (Catharus fuscater) é uma espécie de ave da subfamília Turdinae.
Pode ser encontrada nos seguintes países: Bolívia, Colômbia, Costa Rica, Equador, Panamá, Peru e Venezuela.
Os seus habitats naturais são: regiões subtropicais ou tropicais húmidas de alta altitude.